# Édouard Fachleitner
Édouard Fachleitner fue un exciclista profesional, nacido en Santa Domenica d'Albona (Italia) el 24 de febrero de 1921 y fallecido el 18 de julio de 2008 en Manosque (Francia). Fue profesional de 1943 a 1952. Hijo de un austriaco, nacido en Italia y fue nacionalizado el 23 de junio de 1939 como francés.

## Palmarés
1947
- 2.º en el Tour de Francia, más 1 etapa

1948
- Critérium del Dauphiné

1950
- Gran Premio de Cannes
- Tour de Romandía

## Resultados en Grandes Vueltas y Campeonatos del Mundo
Durante su carrera deportiva consiguió los siguientes puestos en las Grandes Vueltas y en los Campeonatos del Mundo en carretera:
| Carrera         | 1943 | 1944 | 1945 | 1946 | 1947 | 1948 | 1949 | 1950 | 1951 | 1952 |
| --------------- | ---- | ---- | ---- | ---- | ---- | ---- | ---- | ---- | ---- | ---- |
| Giro de Italia  | X    | X    | X    | -    | -    | -    | -    | -    | -    | -    |
| Tour de Francia | X    | X    | X    | X    | 2º   | Ab.  | Ab.  | -    | -    | Ab.  |
| Vuelta a España | X    | X    | -    | -    | -    | -    | X    | -    | X    | X    |
| Mundial en ruta | X    | X    | X    | -    | 5º   | -    | -    | -    | -    | -    |

-: No participa

Ab.: Abandono